# Ченг Ан
Ченг Ан (в других источниках Чень Ан) — камбоджийский революционер и государственный деятель режима красных кхмеров, в 1975—1978 гг. — глава Комитета промышленности Камбоджи (Демократической Кампучии). Член Коммунистической партии Кампучии.

## Биография
До апреля 1975 года Ченг Ан являлся секретарём «особой зоны» в районе Пномпеня. Под его руководством находился 15-й регион. После падения Пномпеня занял пост главы Комитета промышленности. В литературе Ченг Ан часто упоминается как министр промышленности, однако не следует путать эту должность с должностью министра промышленности, транспорта и рыболовства, которую занимал Ван Вет. По факту Вет ведал экономическим планированием, а Ченг Ан — работой промышленности.
Арестован 3 ноября 1978 года Ченг Ан был в одном из цехов механического завода, где, по свидетельству очевидцев, призвал рабочих к восстанию и свержению режима Пол Пота. Днем ранее был арестован Ворн Вет. Сохранились три стенограммы допросов Ченг Ана (от 1 и 5 декабря, а также одно без даты). Дата казни — неизвестна. Арест Ченг Ана и Ворн Вета проходили на фоне волны внутрипартийными чисток в рядах незадолго до вьетнамского вторжения.